# Крістофер Стоун
Крістофер Стоун (англ. Christopher Stone) — сучасний американський юрист і екофілософ. В даний час викладає на посаді професора юридичної філософії в університеті Південної Каліфорнії, є членом редколегії журналу «Екологічна етика» (англ. Environmental ethics). Став відомий завдяки революційній роботі «Чи повинні дерева мати права? — Стосовно юридичних прав для природних об'єктів» (англ. Should trees have standing?). Він заявив, що всерйоз вважає, що нам слід надати законні юридичні права і свободи лісам, океанам, річкам та іншим так званим природним об'єктам навколишнього середовища та природи в цілому (цит. за:).
У СРСР і країнах СНД вчений невідомий.
До Стоуна екофілософи та ідеологи охорони природи говорили лише про моральні (природні) права дикої природи — на життя, на існування, на свободу. Крістофер Стоун підняв питання про юридичні права для природних об'єктів, які можна було б відстоювати в суді, чим вніс величезний внесок у розвиток сучасної ідеології, філософії і практики природоохорони.
У поглядах вченого немає чогось особливого, вони лише є розширенням вже існуючої практики. Якщо святий Франциск Ассизький сприймав птахів і вовків як своїх духовних братів, Генрі Торо називав жуків своїми ближніми, то Стоун всього лише хоче, щоб суспільство сприймало природу як правову особистість. І він вважав, що це цілком реально. Алясці, наприклад, слід мати більше законодавчих представників, ніж острову Род Айленд, якщо взяти до уваги «всі ці дерева і акри землі, водоспади і ліси» (цит. за:). Для прикладу Стоун приводив чорних рабів, яких ще недавно американська політична система вважала людьми всього лише на три п'ятих. На думку Стоуна, природа заслуговує на більше, ніж раби і повинна мати свій правовий статус.
Свою роботу щодо правового статусу природи К. Стоун неодноразово зачитував на засіданнях різних американських судів, де слухалися позови на захист природних об'єктів. Суддя Дуглас навіть запропонував, що той, «хто перебуває в близьких відносинах з неживим природним об'єктом, якому завдано шкоду, забруднення і т. д., є перед ними в законній відповідальності» (цит. за:).
Заявивши про надання природним об'єктам певних юридичних прав, Стоун продумав і механізм їх реалізації: «… сказати, що навколишнє середовище має права, не означає, що воно повинне мати будь-яке право, яке ми можемо собі уявити, або навіть тим же самим володіти обсягом прав, які мають людські істоти. Також це не означає, що будь-який об'єкт у навколишньому середовищі повинен мати такіж ж права, що й будь-який інший об'єкт у навколишньому середовищі. Надання прав має дві сторони. Перша пов'язана з тим, що могло б бути названо робітниками юридичними аспектами; друга — фізичними та соціально-фізичними аспектами (…). Судді роблять подібні призначення, коли корпорація стає „некомпетентною“ — вони призначають піклувальника над банкрутством або реорганізацією, щоб наглядати за її справами і говорити від її імені в суді, коли це виявляється необхідним. За аналогією нам слід мати систему, в якій, коли друг природного об'єкта вважає, що той перебуває під загрозою, він може звернутися до суду про піклування». Що ж до завданих збитків, то Стоун визначав його не в контексті людини, а щодо природи.

## Публікації
- Stone C. Should trees have standing? — Toward legal rights for natural objects // People, penguins and plastic trees // Ed. D. VanDeVeer, C. Pierra. — Belmond, California: Wadsworth Publ. Company, 1984. — Р. 83-96.
- Stone C. Moral pluralism and the course of environmental ethics // Environmental ethics. — 1988. — Vol. 10. — P. 139–154.

## Про нього
- Борейко В. Е. Прорыв в экологическую этику. — К.: Киев. эколого-культурный центр, 1999. — 128 с.

## Виноски
1. 1 2 3  Nash R. The right of nature. A history of environmental ethics. — Madison: Univ. Wisconsin Press, 1988. — 290 p.
2. ↑  Stone C. Moral pluralism and the course of environmental ethics // Environmental ethics. — 1988. — Vol. 10. — P. 139–154.